# Raymond Brulé
Pour les articles homonymes, voir Brulé.
Raymond Marcel Louis Brulé, né le 2 octobre 1897 à Saint-Lô et mort en déportation à Rogoźnica (Basse-Silésie, Pologne) le 17 novembre 1944, est un résistant français de la Seconde Guerre mondiale.

## Biographie
Raymond Brulé, ancien combattant de 1914-1918, mobilisé le 10 janvier 1916, caporal d'artillerie, maître pointeur, est démobilisé en octobre 1919 avec le grade de sous-lieutenant. 
Dans le portrait que lui consacre le journaliste Guibert Lejeune, celui-ci évoque l’indignation de l’ancien combattant Raymond Brulé pour « la manière dont la guerre a été menée, l’ineptie de nombreux officiers de carrière, les massacres inutiles et les conditions dans lesquelles a été tenue la troupe ». En 1928, Raymond Brulé exerce la profession de distillateur à Condé-sur-Vire. Il épouse alors Hélène Delavenay, une enseignante laïque d'origine savoyarde, issue d’une famille ardemment laïque. Hélène Delavenay est la fille d’un enseignant, syndicaliste et socialiste convaincu, dont l'influence ne sera pas sans incidence sur les idées du jeune Raymond. Ébranlé dans ses certitudes, révolté par la crise de 1929 et ses retombées économiques en France, Brulé s’implique dans le processus de révolution prolétarienne quand bien même celle-ci serait contraire à ses « intérêts de classe ». À distance relative du Parti communiste auquel il n’adhèrera pas, Raymond Brulé défile en 1936 « le poing levé dans cette préfecture bourgeoise de la Manche dont le maire n’est autre que son propre père », qui se voit alors contraint à démissionner de ses fonctions de censeur de la Banque de France.
Capitaine de réserve en septembre 1939, Raymond Brulé prend la tête d'un régiment d'artillerie qu'il conduira des Ardennes en Dordogne lors de la débâcle de juin 1940. Cité à l'ordre du régiment le 12 juillet 1940, son chef d'escadron souligne alors que « cet officier de très grande valeur a toujours donné l’exemple du courage et de la discipline ».
En 1941, Raymond Brulé habite Coutances où sa femme est directrice de l'École normale d'institutrices. Il constitue un groupe de résistance avec, au départ, son contremaître, Alfred Duros, et Joseph Malherbe, distillateur à Quibou. Il recrute ensuite à Saint-Lô Hémart, directeur de la Fraternelle Ouvrière et Jules Rihouey, cheminot, et à Torigni-sur-Vire le percepteur Lemoine. Il est rejoint par Maurice Rouillon, inspecteur des distilleries pour les contributions indirectes, qui amène Lecocq, agent d'assurances, et Lemonnier de Gouville, maire d'Agneaux. Ce groupe rédige au début des tracts et les diffuse, recrute, collecte des informations.

### Avec le Front National
Raymond Brulé est mis en contact avec Robert Colléatte (Paul), responsable départemental du Front national, un des trois principaux réseaux de la Manche, avec l'OCM et Libération-Nord. Le Front national, très éprouvé par des arrestations, est en phase de reconstitution. Sans être lui-même communiste, Raymond Brulé lui apporte l'adhésion de son groupe. Il recrute ensuite Régis Messac, écrivain, professeur au lycée de Coutances, Yves Le Bars, inspecteur de l'enregistrement, Eugène Lepetit, instituteur, qui amène son collègue Émile Renouf, Grémond, de Marigny, Paul Beaufils, de Dangy, Claude Laplatte, juge de paix à Coutances, Guilbaud, pharmacien, Toussaint, professeur, Pierre Gelle, garagiste, qui sera chargé de la réception des journaux et tracts clandestins à distribuer.
Avec les moyens apportés par le Front national, le groupe dirigé par Raymond Brulé développe ses actions de propagande, transmet des renseignements, participe à des coups de main et des réceptions de parachutage d'armes, abrite et ravitaille des clandestins, initie et organise des contacts avec d'autres réseaux, Résistance-Fer, Libération-Nord, OCM notamment, avec le projet de coordonner les actions puis de fusionner les réseaux.
Raymond Brulé est ainsi en contact avec l'OCM à Saint-Lô, regroupant une soixantaine de résistants, en vue de fusionner l'OCM et le Front national. Une réunion regroupe en fin d'année 1942, au 45 rue Torteron à Saint-Lô, Robert Colléatte, Raymond Brulé et Lemonnier de Gouville pour le FN, André Rouault, Hilaric Deffès et Mariette Rabesc pour l'OCM. Elle n'aboutit pas et l'OCM rejoindra ensuite Libération-Nord. Les actions pour obtenir des rapprochements se poursuivent au long de l'hiver 1942-1943. En décembre 1942, les premiers contacts sont pris entre les trois principaux mouvements pour créer un Comité départemental de Libération (CDL). Au début d'avril 1943, Raymond Brulé se rend à La Haye-du-Puits pour travailler à un rapprochement du Front national avec Centurie, le réseau action de l'OCM.

### Arrestation et déportation
Le 4 mai 1943, Robert Colléatte est arrêté à Cherbourg par la Gestapo. Il porte sur lui une liste de ses prochains rendez-vous. Ce document entraîne une quinzaine d'arrestations du 5 au 11 mai : celles notamment d'Alfred Duros et de Raymond Brulé le 7, de Claude Laplatte le 9, de Régis Messac le 10. Treize d'entre eux sont emprisonnés dans une même cellule de la prison de Saint-Lô, connaissant un sort commun jusqu'au 4 septembre 1943 , date de leur comparution devant le tribunal militaire allemand de la ville. « Parmi-nous, écrira plus tard le juge Laplatte, il existait une grande diversité de tempéraments, d’éducation et de culture. […] Émergeait de l’ensemble : un distillateur de Condé-sur-Vire, Brulé. Bien que patron, il était communiste ou, tout au moins, communisant. […] »  Le Front national est démantelé dans le nord et le centre de la Manche.
Raymond Brulé est acquitté le 4 septembre, faute de preuves. À l'exception de Claude Laplatte, en congé de captivité, qui sera jugé ultérieurement, et d'Yves Le Bars qui sera libéré, les autres, condamnés ou pas, sont classés dans la catégorie politique (politisch). Ils sont dits Nacht und Nebel (Nuit et brouillard) qui est une désignation codée par décret du 7 décembre 1941.
Le 7 octobre 1943, la Gestapo conduit Raymond Brulé à la prison de Fresnes et, le 11 novembre 1943, le déporte au camp de concentration de Natzwiller-Struthof. Du 10 mars au 9 avril 1944, Raymond Brulé (matricule 5939), Alfred Duros (matricule 5947) et Régis Messac (matricule 5962) sont affectés au Kommando de Kochem au sud-ouest de Coblence (Allemagne). Robert Steegmann, dans son Struthof , décrit leurs conditions de travail qui se font « dans un courant d’air glacé en permanence, avec souvent de l’eau jusqu’aux genoux [et] l’atmosphère empestée par des émanations d’ammoniaque et de fumées d’essence ; la lumière est rare. Levés à 4 heures du matin, les hommes effectuent un trajet à pied d’environ une heure, puis travaillent douze heures par jour avec une pause de 45 minutes à midi, et sont de retour dans leur camp vers 20 heures. Ces conditions de travail épouvantables expliquent la fréquente rotation des hommes entre le Kommando et le camp-souche qui remplace les malades par des détenus plus valides. Les premiers NN affectés sur place [parmi eux, Brulé, Duros et Messac] rentrent dans un état lamentable, et 10 % d’entre eux meurent ». Du 18 juillet au 13 octobre 1944, Raymond Brulé est, avec Régis Messac, Alfred Duros et l'instituteur Eugène Lepetit, détenu au pénitencier de Brieg près de Breslau  en attente de pouvoir être jugé par le Tribunal du Peuple. Le 13 octobre 1944, avec la fin du décret Nuit et brouillard, le pénitencier est vidé des prisonniers français qui sont évacués sur le camp de Gross-Rosen (Pologne) où Raymond Brulé meurt le 17 novembre 1944.

### Famille
Raymond Brulé avait épousé Hélène Delavenay (Cercier, 1902 - Paris, 1999), sœur d'Émile Delavenay, élève de l'École normale supérieure de Fontenay-aux-Roses, professeur à l'école primaire supérieure de Saint-Lô, directrice de l'école normale d'institutrices de Coutances, inspectrice de l'Éducation nationale, directrice de l'École normale de Tours, inspectrice générale au ministère de l'Éducation nationale. Raymond et Hélène Brulé sont les parents de Jean-Pierre et Michel Brulé.

## Décorations
- : Chevalier de la Légion d'honneur
- : Croix de guerre 1914-1918
- : Croix de guerre 1939-1945
- : Médaille de Combattant volontaire de la résistance.

## Lieux mémoriaux
- Saint-Lô, inscription sur le monument aux victimes de la répression nazie, à la porte de l'ancienne prison ; groupe scolaire Raymond-Brulé.
- Condé-sur-Vire, inscription sur le monument aux morts ; rue Raymond-Brulé.

## Sources
- Guibert Lejeune, « Raymond Brulé, le dernier compagnon », le journal de Quinzinzinzili, no 15, automne 2011, p. 6-9.
- Marcel Leclerc, la Résistance dans la Manche, la Dépêche de Cherbourg, 1980 ; réédit. : Marigny, Eurocibles, 2004.
- Alexandre Caillet, le Massacre de Coutances vu des premières loges, auto-édition, DL 2e trim. 1985.
- André Debon et Louis Pinson, La Résistance du bocage, préface de Jacques Chaban-Delmas, Normandie impression, 1988.
- André Debon et Louis Pinson, La Résistance dans le bocage normand, préface de Lucie Aubrac, éditions Tiresias, 1998, en ligne.
- Régis Messac, Lettres de prison, Paris, Éditions ex nihilo, 2005.
- René Gautier (Dir), Dictionnaire des personnages remarquables de la Manche, tome IV  (ISBN 2914541562).
- La Manche, mouvements de résistance, années 1942 et 1943[réf. nécessaire].
- « Raymond Brulé », Notre histoire, p. 3-4, site de la ville de Condé-sur-Vire.
- Fichier des Morts pour la France.